# Alexis Bledel

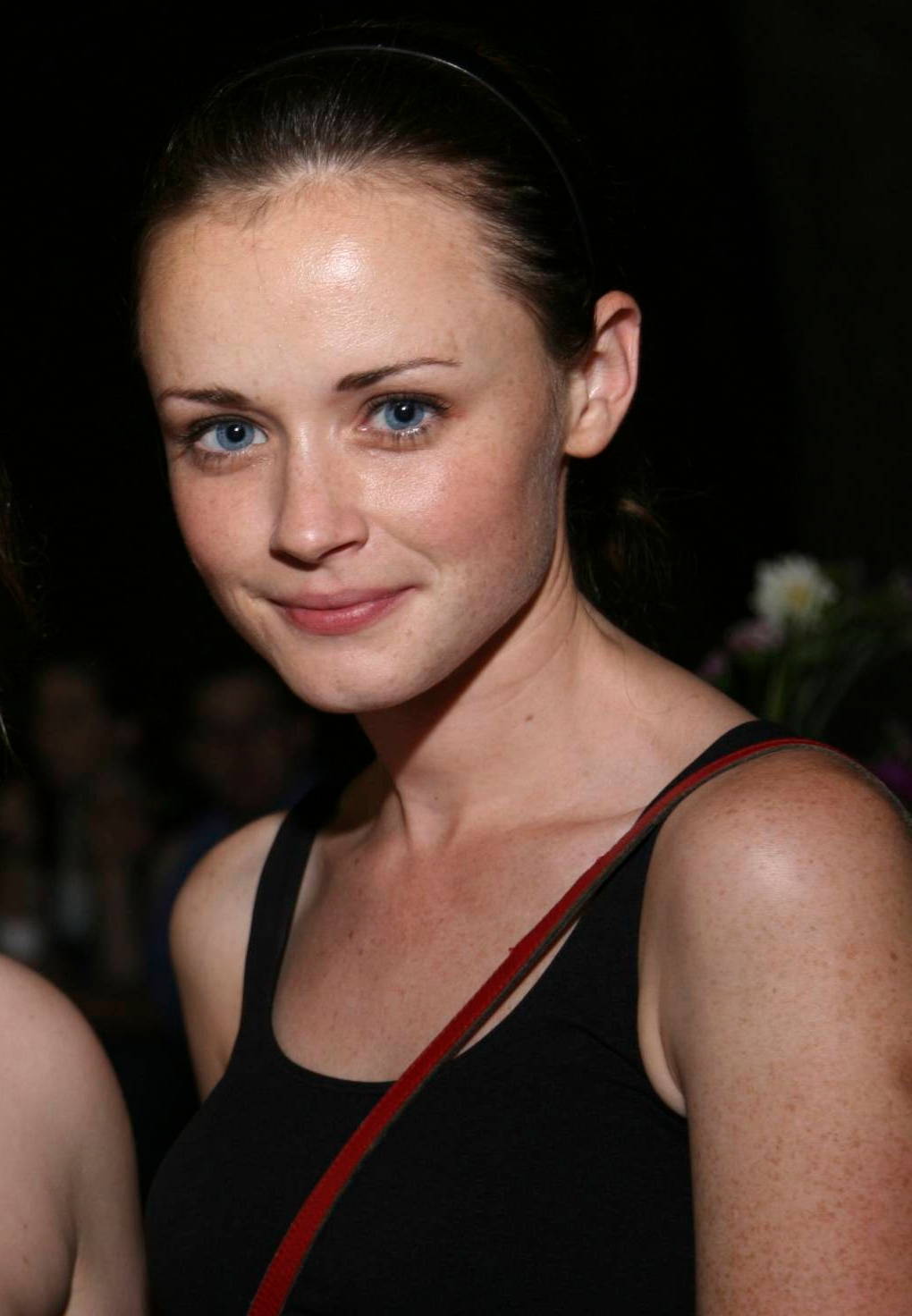
Alexis Bledel

Kimberly Alexis Bledel és una actriu nord-americana nascuda el 16 de setembre del 1981 a Houston, Texas. De pare argentí, Martin Bledel, i mare mexicana d'origen francès i alemany, Nanette Dozier, la seva llengua nativa és el castellà.
Començà a fer teatre als vuit anys per tal de superar la seva timidesa. De jove intervingué en produccions locals com El mag d'Oz i treballà com a model. Estudià a Page Parkes Center per a actrius i models i, posteriorment, destacà en el seu primer any a NYU's Tisch School of Arts on va ser cridada per participar en la sèrie de televisió Gilmore Girls.
Aquest paper com a Lorelai "Rory" Leigh Gilmore a Gilmore Girls li va donar el reconeixement del gran públic. Posteriorment feu el salt al cinema on ha intervingut en pel·lícules tan destacades com The Sisterhood of the Traveling Pants o Sin City.

## Filmografia
- Gilmore Girls: A year in the life (2016)[1][2]
- I'm Reed Fish (2006): Kate Peterson
- Un per a totes (The Sisterhood of the Traveling Pants) (2005): Lena Kaligaris
- Sin City (2005): Becky
- The Orphan King (2005): Dylan
- Bodes i prejudicis (Bride & Prejudice) (2004): Georgie Darcy
- DysEnchanted (2004): Goldilocks
- Tuck Everlasting (2002): Winnifred "Winnie" Foster
- Gilmore Girls (sèrie) (2000): Lorelai "Rory" Leigh Gilmore (2000-2007)
- Rushmore (1998) (petita aparició fora dels crèdits)